# 電気事業低炭素社会協議会
電気事業低炭素社会協議会（でんきじぎょうていたんそしゃかいきょうぎかい、英: The Electric Power Council for a Low Carbon Society, ELCS）は、日本の電力業界が実効性ある地球温暖化対策を推進することを目的として設立された、電気事業者、卸供給事業者等によって構成される協議会である。法人格はなく、任意団体として運営されている。
低炭素社会実行計画を掲げ、その達成を目指すことに賛同する会員事業者が独自かつ個別に実行計画に取り組むことを促進・支援し、もって電力業界全体において実効性ある地球温暖化対策を推進することを目的としている。

## 設立の経緯
2011年に発生した東北地方太平洋沖地震および福島第一原子力発電所事故以降、基幹電源の不足に直面した東京電力やその他の電気事業者が、相次いで石炭火力発電所の建設を計画した。経済産業省は、エネルギー安全保障と経済性の観点からこれらの計画を支持したが、環境省は温室効果ガス排出増加の懸念からこれに強く反対したため、こう着状態が続いた。
この状況を打開するため、経済産業省・環境省が協議を行い、2013年4月25日に両省の連名で「東京電力の火力電源入札に関する関係局長級会議取りまとめ」を発表し、国の目標と整合的な形で電力業界全体の実効性のある地球温暖化対策の取組みが確保されるよう、電力業界全体の枠組みの構築を促すことが示された。
2015年3月、電気事業連合会および特定規模電気事業者（新電力）有志が、自主的枠組み構築のための協議を開始した。
2015年7月16日、経済産業省が「長期エネルギー需給見通し」を決定した。これにより、日本の2030年度における電源構成、CO2排出量、CO2排出係数等について、政府による見通しが示された。
2015年7月17日、電気事業連合会加盟10社、電源開発、日本原子力発電および新電力有志23社が、低炭素社会の実現に向けた新たな自主的枠組みを構築するとともに、日本経済団体連合会（経団連）の低炭素社会実行計画の一部を構成し、政府の「長期エネルギー需給見通し」とも整合的である、2030年度を目標年次とする「電気事業における低炭素社会実行計画（フェーズⅡ）」を策定・公表した。
2016年2月8日、自主的枠組みに参加する36社（電気事業連合会加盟10社、電源開発、日本原子力発電および新電力有志24社）が合意する規約が発効し、「電気事業低炭素社会協議会」としての事業を開始した。

## 国の政策との関係
- 経済産業省が2016年3月を目途に策定する「エネルギー革新戦略」の草案において、「電力の自主的枠組みの強化を、省エネ法と高度化法などによる措置で支え、実効性と透明性を確保する」と述べられている[5]。
- 2016年2月9日、林幹雄経済産業大臣が、「エネルギーミックスの実現に向け、電力分野の発電効率の向上や低炭素化に係る仕組みを導入する」と述べるともに、電力業界の自主的枠組みを「エネルギーミックスと整合的であり、CO2削減目標とも整合的であり、主要な電力小売事業者が参加するものであることから、野心的な取組みである」と評価する旨の談話を発表した[6]。
- 2016年2月9日、丸川珠代環境大臣が閣議後記者会見において電気事業分野における地球温暖化対策について発言し[7]、多くのメディアにより、「環境大臣が石炭火力の新設を容認した」と報道された[8]。

## 沿革
- 2015年7月17日 電気事業連合会加盟10社、電源開発、日本原子力発電および新電力有志23社が、自主的枠組みを構築し、2030年度を目標年次とする「電気事業における低炭素社会実行計画（フェーズⅡ）」を策定
- 2015年9月30日 自主的枠組みにより、2020年度を目標年次とする「電気事業における低炭素社会実行計画」を策定[9]
- 2016年2月8日 規約が発効し、「電気事業低炭素社会協議会」が発足
- 2016年3月1日 都内で第1回総会を開催し、理事・監事を選任するとともに、同日の理事会において、初代の代表理事として河上豊（関西電力株式会社）を選出[10]
- 2016年3月15日 日本ロジテック協同組合が脱退[11]

## 組織

### 会員事業者
- イーレックス
- 出光グリーンパワー
- 出光興産
- 伊藤忠エネクス
- HTBエナジー
- ENEOS
- エネサーブ
- エネット
- エネルギア･ソリューション･アンド･サービス
- F-Power
- 大阪ガス
- 沖縄電力
- オプテージ・オプティコム
- オリックス
- 関西電力
- 関西電力送配電
- 関電エネルギーソリューション
- 九州電力
- 九州電力送配電
- Kenesエネルギーサービス
- サイサン
- サミットエナジー
- JERA
- 四国電力
- 四国電力送配電
- 静岡ガス＆パワー
- シナネン
- ダイヤモンドパワー
- 中国電力
- 中国電力ネットワーク
- 中部電力
- 中部電力パワーグリッド
- 中部電力ミライズ
- テス・エンジニアリング
- テプコカスタマーサービス
- テレ･マーカー
- 電源開発
- 電源開発送変電ネットワーク
- 東京ガス
- 東京電力エナジーパートナー
- 東京電力パワーグリッド
- 東京電力ホールディングス
- 東京電力リニュアブルパワー
- 東北電力
- 東北電力ネットワーク
- 日鉄エンジニアリング
- 日本原子力発電
- 日本テクノ
- プロスペックＡＺ
- 北陸電力
- 北陸電力送配電
- 北海道電力
- 北海道電力ネットワーク
- 丸紅
- 丸紅新電力
- 三井物産
- ミツウロコグリーンエネルギー
- 楽天モバイル
- リコージャパン
- Looop
- ユーラスグリーンエナジー

### 過去の会員事業者
| 入会日       | 脱退日        | 事業者名               |
| ------------ | ------------- | ---------------------- |
| 2016年2月8日 | 2016年3月15日 | 日本ロジテック協同組合 |

### 役職者
|          | 氏名       | 所属・役職                                                       |
| -------- | ---------- | ---------------------------------------------------------------- |
| 代表理事 | 紀ノ岡幸次 | 関西電力株式会社 エネルギー・環境企画室 企画担当部長             |
| 理事     | 大橋誠司   | 大阪ガス株式会社 企画部制度企画チーム マネジャー                 |
| 理事     | 沖隆       | 株式会社F-Power 代表取締役                                       |
| 理事     | 吉田泰隆   | 東北電力株式会社 グループ戦略部門環境ユニット 部長               |
| 理事     | 木田淳志   | 中国電力株式会社 地域共創本部 部長（環境）                       |
| 理事     | 越後谷昌弘 | ENEOS株式会社 リソーシズ&パワーカンパニー 電気事業部長           |
| 理事     | 小和田祐子 | 東京ガス株式会社 サステナビリティ推進部 部長                     |
| 理事     | 中田峰行   | 北陸電力株式会社 環境部長                                        |
| 監事     | 小池健史   | ミツウロコグリーンエネルギー株式会社 取締役 事業推進本部長       |
| 監事     | 東内正春   | 東京電力ホールディングス株式会社 経営企画ユニットESG推進室副室長 |

### 過去の理事・監事
| 区分     | 着任日       | 退任日        | 氏名     | 所属・役職（当時）                                       |
| -------- | ------------ | ------------- | -------- | -------------------------------------------------------- |
| 代表理事 | 2016年3月1日 | 2019年7月1日  | 河上豊   | 関西電力株式会社 理事 環境室長                           |
| 代表理事 | 2019年7月1日 | 2020年6月26日 | 小川喜弘 | 関西電力株式会社 エネルギー・環境企画室 環境企画担当部長 |
| 理事     | 2016年3月1日 | 2016年4月28日 | 松原祐二 | 丸紅株式会社 国内電力プロジェクト部 部長付               |
| 理事     | 2016年3月1日 | 2016年7月7日  | 安藤隆史 | 中国電力株式会社 環境部門 部長                           |
| 理事     | 2016年3月1日 | 2016年7月7日  | 松岡利彦 | 東北電力株式会社 執行役員 環境部長                       |
| 理事     |              | 2020年4月1日  | 野口隆浩 | 大阪ガス株式会社 企画部 副理事                           |
| 理事     |              | 2020年6月25日 | 江田明孝 | 北陸電力株式会社 執行役員 環境部長                       |
| 理事     |              | 2020年7月1日  | 荒木俊憲 | 東北電力株式会社 環境部長                                |

## 事務局
- 電気事業連合会（東京都千代田区大手町1丁目3番2号 経団連会館）